# Teodoro Gómez
Teodoro Gómez Rivera (El Banquito, 7 de mayo de 1963) es un eclesiástico católico hondureño. Es el obispo de Choluteca, desde enero de 2023. Fue obispo auxiliar de Tegucigalpa, entre 2020 y 2023.

## Biografía
Teodoro nació el 7 de mayo de 1963, en la localidad hondureña de El Banquito, Choluteca. Hijo de Julio Gómez y Vicenta Gómez, siendo el tercero de cinco hijos.
Realizó sus estudios eclesiásticos en el Seminario Mayor de Tegucigalpa. Obtuvo una licenciatura en Teología dogmática en la Pontificia Universidad Gregoriana.

### Sacerdocio
Su ordenación sacerdotal fue el 27 de enero de 1996, a manos del obispo Raúl Corriveau PME. 
Como sacerdote ha desempeñado los siguientes ministerios:
- Vicario parroquial de San José de Nacaome.[1]
- Coordinador diocesano por la Pastoral vocacional.
- Director espiritual en el Seminario Menor de Pablo VI.
- Formador en el Seminario Mayor de Tegucigalpa.
- Párroco de San Pablo, en Choluteca.
- Director del Instituto Monseñor Raúl, en Choluteca.[3]
- Vicario episcopal de Pastoral.
- Asesor de Pastoral social.
- Vicario general de Choluteca.
- Delegado diocesano de Caritas.
- Rector del Instituto Santa María Goretti, en Choluteca.[3]
- Miembro de la Comisión diocesana de Pastoral vocacional.
- Miembro del Consejo Presbiteral.
- Miembro del Consejo de Consultores.

También estuvo encargado de la futura cuasi parroquia de Esquipulas.

### Episcopado
Obispo Auxiliar de Tegucigalpa
El 14 de noviembre de 2020, el papa Francisco lo nombró obispo titular de Castello di Tatroporto y obispo auxiliar de Tegucigalpa. Fue consagrado el 15 de mayo de 2021, en la Basílica de Suyapa, a manos del obispo Guy Charbonneau PME.
Obispo de Choluteca
El 26 de enero de 2023, el papa Francisco lo nombró obispo de Choluteca. Tomó posesión canónica el 15 de abril del mismo año, en una ceremonia en el Instituto Santa María Goretti de Choluteca.